# Marquesado de la Floresta de Trifontane
El marquesado de la Floresta de Trifontane es un título nobiliario español creado en Sicilia, el 11 de noviembre de 1619 por el rey Felipe III a favor de Antonio de Quintana Dueñas y Villegas, señor de la Floresta en Sicilia, regente del Consejo de Italia, del Consejo de Su Majestad, rehabilitado en 1893 como título de España.

## Marqueses de la Floresta de Trifontane
|                                 | Titular                                                | Periodo                 |
| Creación por Felipe III         | Creación por Felipe III                                | Creación por Felipe III |
| ------------------------------- | ------------------------------------------------------ | ----------------------- |
| I                               | Antonio de Quintana Dueñas y Villegas                  | 1619-1626               |
| II                              | Marianna Melchiorra de Quintana Dueñas y Mauroli       | 1627- 1675              |
| III                             | Paolo Ardoino Patti                                    | 1675-1706               |
| Rehabilitación por Alfonso XIII |                                                        |                         |
| IV                              | María del Carmen Asela Salabert y Solá                 | 1893-1938               |
| V                               | María de las Mercedes Salabert y Martínez de Bartolomé | 1941-1957               |
| VI                              | María del Carmen Martos y Gutiérrez                    | 1959-1984               |
| VII                             | María del Pilar Sánchez-Arjona de Martos               | 1985-actual titular     |

## Historia de los Marqueses de la Floresta de Trifontane
- Antonio de Quintana Dueñas y Villegas (fallecido en 1626), I marqués de la Floresta de Trifontane.

1. Casó con Juana Cimera y Fonseca.
2. Casó con Melchora Marullo y París, baronesa de San Jorge y de la Floresta. Le sucedió, de su segundo matrimonio, su hija:

- Marianna Melchiorra de Quintana Dueñas y Mauroli, II marquesa de la Floresta de Trifontane, condesa de Quintana, en Italia.

1. Casó con Fernando Suárez de Toledo (antes de Silva y Castellví), VIII Señor de Gabez.
2. Casó con Juan de Bracamonte.
3. Casó con Juan Cárdenas y Zúñiga. Sin descendientes. Le sucedió su sobrino, hijo de la hermana Maria de Quintana y Mauroli:

- Paolo Ardoino Patti , III marquès de la Floresta de Trifontane.

1. Casó con Giovanna Furnari. Con descendientes.

El título fue habilitado como tìtulo de Italia como Marchese della Floresta y el marqués actual reside en Roma.
Rehabilitado como título de España en 1893 por: 
- María del Carmen Asela Salabert y Solá, IV marquesa de la Floresta de Trifontane, (fallecida en 1938). Soltera. Le sucedió, en 1941, su sobrina:

- María de las Mercedes Salabert y Martínez de Bartolomé, V marquesa de la Floresta de Trifontane, (fallecida en 1957), VI condesa de Villaoquina, VI condesa de San Rafael. Le sucedió, en 1959:

- María del Carmen Martos y Gutiérrez (1919-1984), VI marquesa de la Floresta de Trifontane. Era hija de Rafael Martos Salabert y Francisca Gutiérrez Gascón.

1. Casó con Antonio Sánchez-Arjona y Jaraquemada. Le sucedió, en 1985, su hija:

- María del Pilar Sánchez-Arjona de Martos (n. en 1941), VII marquesa de la Floresta de Trifontane